# Ale Yarok
Ale Yarok (עלה ירוק, «Hoja Verde») es un partido político liberal de Israel. Su plataforma política se basa en la legalización del cannabis, la institucionalización de la prostitución y los juegos de azar, la introducción del sistema de vales en la educación, la economía libre y la ampliación de los derechos individuales.

## Historia

### Presidencia de Boaz Wachtel
Establecido en 1999 por Boaz Wachtel, Shlomi Sandak y Rafik Kimchi, el partido obtuvo el 1% de los votos en las elecciones de ese año y el 1,2% en las elecciones de 2003, pero en ambas ocasiones no logró pasar el 1,5% umbral para la representación en la Knéset. Después de estas elecciones y a pesar de los sólidos resultados de las elecciones de 2003, el presidente del partido Boaz Wachtel, anunció que renunciaba a la dirección del partido, pero permaneció en el cargo debido a las solicitudes de los miembros del partido.
Antes de las elecciones de 2006, el partido anunció que tenía la intención de presentarse por tercera vez, a pesar de que el umbral de representación se había elevado al 2%. El partido compitió por los votos con los partidarios de Elección Democrática (que luego renunció a presentarse a las elecciones) y con Meretz-Yachad, que también había prometido actuar por la despenalización de las drogas blandas; otro competidor fue el Partido Verde con una fuerte plataforma ecológica. El partido obtuvo el 1,3% de los votos y ocupó el primer lugar entre los partidos que no alcanzaron el umbral. En las elecciones universitarias consiguió tener más apoyo del público joven que no quiere votar a los partidos tradicionalistas consiguió 19 asientos (16%) en el Instituto de Tecnología en Haifa y 10 asientos (8%) en la Universidad de Tel Aviv.  
Después de la elección del 2006, Wachtel pasó la presidencia a Ohad Shem-Tov.

### Presidencias posteriores
Antes de las elecciones de 2009, Shem-Tov fue expulsado del partido por Shlomi Sandak, quien era el presidente temporal del partido. Las disputas internas llevaron al partido a dividirse con Shem-Tov formando el partido de Alumnos de Ale Yarok. Posteriormente, el partido de los Alumnos de Ale Yarok se alió con el partido Nuevo Sionismo para formar el partido Supervivientes del Holocausto y Alumnos de Ale Yarok que decidió participar en las elecciones de 2009. En estas elecciones Ale Yarok estuvo liderada por el comediante israelí Gil Kopatch.
Para las elecciones de 2013, se postuló con algunos miembros del "Nuevo Movimiento Liberal" (una organización libertaria no partidista israelí, también conocida como el Movimiento por la Libertad de Israel). bajo el nombre de "Ale Yarok-La lista Liberal". En esta alianza se produjo un cambio interno en el partido provocando que de los 14 miembros en las lista solo 2 fueran antiguos miembros de Ale Yarok, siendo el resto nuevos miembros del partido y antiguos miembros del Movimiento por la Libertad de Israel, incluido su candidato para las elecciones Yaron Lerman.
Desde diciembre de 2014, Oren Lebovitch es el presidente del partido. Lebovitch, editor en jefe de la revista israelí Cannabis, llevó al partido a su mayor número de votantes en las elecciones de 2015.

## Ideología
La plataforma actual del partido se basa en la legalización de la planta de cannabis, la marihuana y el hachís, la ampliación de los derechos humanos, el libre mercado y la institucionalización de la prostitución y los juegos de azar. En publicaciones oficiales, el movimiento afirma que "la división entre derecha e izquierda es anacrónica"; cree que cualquier propuesta de solución del conflicto palestino-israelí debe someterse a referéndum para que sea legítima. Adopta una postura de izquierdas en el conflicto palestino-israelí.

## Resultados electorales
| Elección | Líder          | Votos  | %    | Escaños | +/–         | Estado             |
| -------- | -------------- | ------ | ---- | ------- | ----------- | ------------------ |
| 1999     | Boaz Wachtel   | 34,029 | 1,00 | 0/120   | Sin cambios | Extraparlamentario |
| 2003     | Boaz Wachtel   | 37,855 | 1,20 | 0/120   | Sin cambios | Extraparlamentario |
| 2006     | Boaz Wachtel   | 40,353 | 1,29 | 0/120   | Sin cambios | Extraparlamentario |
| 2009     | Gil Kopatch    | 13,132 | 0,39 | 0/120   | Sin cambios | Extraparlamentario |
| 2013     | Yaron Lerman   | 43,734 | 1,15 | 0/120   | Sin cambios | Extraparlamentario |
| 2015     | Oren Lebovitch | 47,157 | 1,12 | 0/120   | Sin cambios | Extraparlamentario |